# Xana

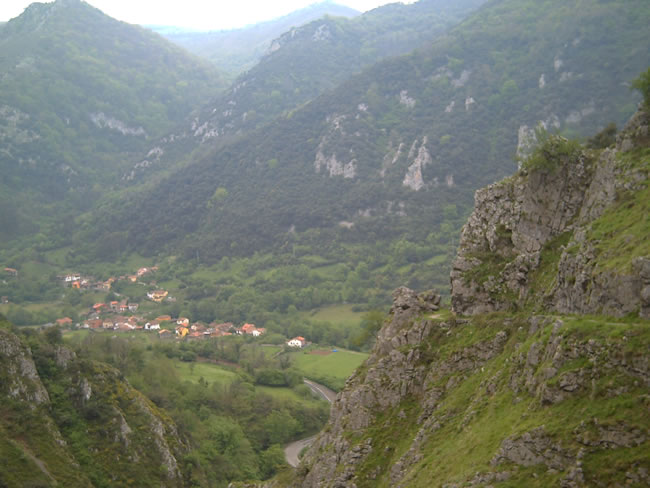
Les xanas (dit /ʃana/) ont traditionnellement été très présentes dans le paysage asturien, à l’image connue sous le nom de Foz de les Xanes, une gorge célèbre pour la présence de ces personnages mythiques.

Xana est le nom que reçoivent dans la mythologie asturienne et léonaise les fées d'eau douce

## Origine
Elles sont très liées aux sources et aux chutes d'eau, et dans les mythes, elles ont l'habitude de stocker des trésors sous l'eau. Elles se présentent comme des filles jeunes et très belles, de caractère plutôt nordique, c'est-à-dire blondes et aux yeux clairs. Elles se peignent sur les rives des rivières avec des peignes d'or, attendant des voyageurs pour les séduire. Elles ont des enfants, appelés xaninos, mais les xanas ne peuvent pas les allaiter, car elles ont les seins vides. C'est pourquoi elles donnent leurs enfants aux femmes mortelles, afin qu'elles les nourrissent.